# 小野坂・秦の8年つづくラジオ
『小野坂・秦の8年つづくラジオ』（おのさか・はたのはちねんつづくらじお）は、2017年4月7日から2025年3月29日までラジオ関西の「アニたまどっとコム」枠内にて放送されているラジオ番組。

## 概要
声優の“8年”と“魚卵”がパーソナリティを担当する、「ハガキ職人を育てるラジオ界でもっともしょうもない放送」を目指すトークバラエティ。
メッセージだけでなく、コーナー間のジングルなど、番組を構成する全ての要素がリスナーの投稿で成り立っている。投稿はメールとハガキで受け付けており、採用されると、魚卵がデザインした番組特製ステッカーが貰える。
前身番組の小野坂昌也の10年つづくラジオでは10年続くことを目標にしていたが、2年で放送が終了したため、この番組では8年続くことを目標としている。
8年の口癖は「ウソでしょ！！」。魚卵（ゴラン）の決め台詞は「お試しあれ～」。
ニコニコチャンネルの有料会員になると、過去の放送、および第161回（2020年5月1日）以降の未放送パートを聴くことができる。
2024年11月30日、放送400回を迎えた。
番組のタイトル通り8年の放送を完走したことから、2025年3月29日の放送をもって番組が終了。2015年4月から放送開始した『小野坂昌也の10年つづくラジオ』時代と合わせて10年の放送に幕を閉じた。

## 出演者

### パーソナリティ
- 8年（小野坂昌也）

前身番組『10年つづくラジオ』から引き続きパーソナリティを務めている。番組初回に「10年」から「8年」に名を改め、コーナー名もすべて「8年〇〇」に変更された。基本的にはボケ役だが、魚卵に行きすぎた発言があるとツッコミ役になる。魚卵の攻撃に弱っていることもあるが、若い女性からメールが来ると俄然元気になる。

### アシスタント
- 魚卵（ゴラン）（秦佐和子）

収録時間の管理にうるさいが、ディレクターと結託してリスナーに生電話を掛けるという過激な行動に出ることも多い。なお、歴代の番組ステッカーのデザインは、すべて彼女の手によるものである。

### 代理8年
小野坂がイベントや舞台への出演、体調不良などで欠席となった際に、小野坂にゆかりのある声優が「代理8年」として出演することがある。
- 五十嵐裕美（第84回）
- 菅沼久義（第85回・第191回・第333回・第398回）
- 岩田光央（第86回・第185回・第308回・第396回）
- 新垣樽助（第125回）
- 中村繪里子（第192回）
- 置鮎龍太郎（第283回・第305回・第306回・第324回・第400回）
- 小西克幸（第307回）

### 代理アシスタント
- 尼子絢那（第376回・第377回）

### ゲスト
- 篠原祐太（昆虫食研究家・第28回）
- 須田亜香里（第42回）
- 石川大地（スピリチュアルカウンセラー・第63回）
- 川本成（第103回）
- 吉岡茉祐（第148回）
- 相羽あいな（第243回）
- 置鮎龍太郎（第378回）

電話でのゲスト出演
- 水間友美（前番組アシスタント・第13回）

単独出演回
- 魚卵のみ出演（第83回・第126回・第397回・第399回）
- 8年のみ出演（第96回）

リモート収録回
- 第161回 - 第164回

## コーナー

### 現在のコーナー
OPコント
OPコントの台本を募集。
番組紹介
番組紹介文を募集。主に「○○なパーソナリティと、○○なアシスタントがお送りする、○○なラジオ番組です。」の形式を取っている。
ふつおた
普通のお便りを紹介するコーナー。
8エピ
第355回（2024年1月19日）より開始。番組の8周年を盛り上げるべく、数字の「8」にまつわるエピソードを紹介するコーナー。
8年ジングル
リスナーがスマホなどで録音した音声データを、ジングルとして流すコーナー。「8年さーん」の呼びかけで始めて「8年つづくラジオ」と締めれば、内容は自由。
8年大喜利
笑いの基礎、ネタ投稿の基礎、大喜利のコーナー。お題は2週ごとに切り替わる。他の投稿者とネタが被ると、8年に怒られる。
8年さんに報告です
8年に伝えたい報告、研究結果、分析など、「8年さんに報告です」で始めれば、何でも自由なコーナー。ふつおたとの相違点は文章の長さで、比較的長めのものはこちらのコーナーが推奨されている。
収録時間予想
番組収録時間の予想を募集。秒単位で当てると、8年と魚卵のサイン入りステッカーが貰える。なお、1時間番組でありながら、収録時間は1時間30分前後である。

### 不定期コーナー
リスナーへの生電話
魚卵が気になる内容のメールを目にしたとき、リスナーに電話を掛けることがある。完全な気まぐれであり、電話対応を丸投げされる8年は毎回嫌がっている。置鮎龍太郎の代演時にも行った実績あり。
魚卵チャレンジ
リスナーから出された指令を、魚卵が共演者にバレないように遂行するコーナー。「〇〇という言葉を言う」「〇〇という行動を取る」「嘘のトークをする」など、指令は多岐に渡る。8年が行う場合は、コーナー名が「8年チャレンジ」となる。
8年さん記憶カクイズ
言動を忘れがちな8年に、前回の放送内容から作ったクイズに答えてもらうコーナー。

### 終了したコーナー
8年・魚卵のあるある大作戦（第2回 - 第12回）
8年と魚卵がテーマに沿ったあるあるネタを披露して、どちらのネタがリスナーの共感を得るのか競い合うコーナー。番組収録日にTwitterでリアルタイムアンケートをとり、その日の収録時間内に集計した結果を発表していた。より共感を得た方が勝ちで、負けた方には「ないないポイント」が与えられ、8ポイントたまると罰ゲームになる。罰ゲームとして、『10年つづくラジオ』アシスタントのぽこ（水間友美）を電話で励ました。（第13回参照）
こんな〇〇はイヤだ！（第15回 - 第25回）
あるある大作戦のないないバージョンというコンセプトでスタートした、対決シリーズの第2弾。リスナーから出されたお題に即した回答を、8年と魚卵、番組Pの三者が考え、どの回答がないないなのかを競うコーナー。あるある大作戦と同様に、Twitterでリアルタイムアンケートが行われた。罰ゲームとして、昆虫を食材に使ったケーキを食べた。（第28回参照）
リスナーの気持ちを当てましょ！3連単！！（第29回 - 第39回）
対決シリーズ第3弾。Twitterでリスナーに3択か4択のアンケートを行い、そのパーセンテージの順位を当てるゲーム。3つ当てれば3ポイント、1つでも当てれば1ポイント貰え、最終的にポイントの多い方の勝ち。勝者には、単価2000円のシャインマスカットが贈呈された。（第40回参照）
魚卵のバースデーカウントダウンコント（第70回 - 第76回）
魚卵の30歳の誕生日まであと何日なのかを知らせるエンディングコント。42日前から当日まで、様々なパロディコントを行った。
番組オリジナルソングを作ろう（第149回 - 第154回）
オープニングテーマとエンディングテーマを募集するコーナー。真面目に曲を募るコーナーだったが、早くから音楽大喜利の場と化していた。第154回にて、オープニングテーマが『チェリーコークと歌舞伎揚げ』（作詞：魚卵、作曲：アミノ）、エンディングテーマが『戦い終えて』（作詞：8年、作曲：マッタラミーヤ）に決定。その後レコーディングが行われ、第177回で『チェリーコークと歌舞伎揚げ』が、第179回で『戦い終えて』が披露された。

## イベント

### 有観客イベント
- 小野坂・秦の8年つづくラジオ 〜ウソでしょ!?〜（2019年1月21日、オルビスホール）
- 小野坂・秦の8年つづくラジオ 〜灯台どどどん！〜（2020年1月12日、星陵会館）
- 小野坂・秦の8年つづくラジオ 〜6年生になったら…〜（2022年4月10日、科学技術館サイエンスホール）

第1部ゲスト：相羽あいな
第2部ゲスト：吉岡茉祐
- 小野坂・秦の8年つづくラジオ 〜ドキッ！丸ごと水着？リスナーだらけの花火大会〜（2023年8月6日、全電通ホール）

第1部ゲスト：置鮎龍太郎 菅沼久義（置鮎の体調不良により変更）
第2部ゲスト：尼子絢那
- 小野坂・秦の8年つづくラジオ 〜8年だョ！渋谷に集合〜（2024年4月14日、シダックスカルチャーホール）

第1部ゲスト：寺島拓篤
第2部ゲスト：置鮎龍太郎
- 小野坂・秦の8年つづくラジオ 〜ちょっと早い同窓会〜（2025年4月6日、シダックスカルチャーホール）[10]

### 生配信イベント
- 小野坂・秦の8年つづくラジオ 〜チャンネル開設記念ニコ生〜（2020年7月24日、ニコニコ生放送）
- 小野坂・秦の8年つづくラジオ 〜秋の生配信スペシャル〜（2020年10月30日、ニコニコ生放送）
- 小野坂・秦の8年つづくラジオ 番組4周年記念生配信（2021年4月4日、ニコニコ生放送）
- 小野坂・秦の8年つづくラジオ 〜夏の自由研究〜（2021年7月9日、ニコニコ生放送）
- 小野坂・秦の8年つづくラジオ 〜ZAIKO de 在庫処分2021〜（2021年10月15日、ZAIKO）
- 小野坂・秦の8年つづくラジオ 〜荒木Lab.・アララボ〜（2022年1月21日、ZAIKO）
- 小野坂・秦の8年つづくラジオ 〜喰らう de ファッティング〜（2022年7月8日、ZAIKO）
- 小野坂・秦の8年つづくラジオ 〜チャレンジピッピ　彼ピッピ〜（2022年10月28日、ZAIKO）
- 小野坂・秦の8年つづくラジオ 〜春は別れの季節…嘘から出たまこと〜（2023年3月31日、ZAIKO）
- 小野坂・秦の8年つづくラジオ 〜第1回・8年支部長会議・淡路島サミット〜（2023年11月10日、ニコニコ生放送）